# اوسنابروک (داکوتای شمالی)
اوسنابروک(به انگلیسی: Osnabrock) شهری در ایالت داکوتای شمالی کشور ایالات متحده آمریکا است که جمعیت آن در سرشماری سال ۲۰۱۰ میلادی، ۱۳۴ نفر بوده‌است.